# 卡西莫夫區

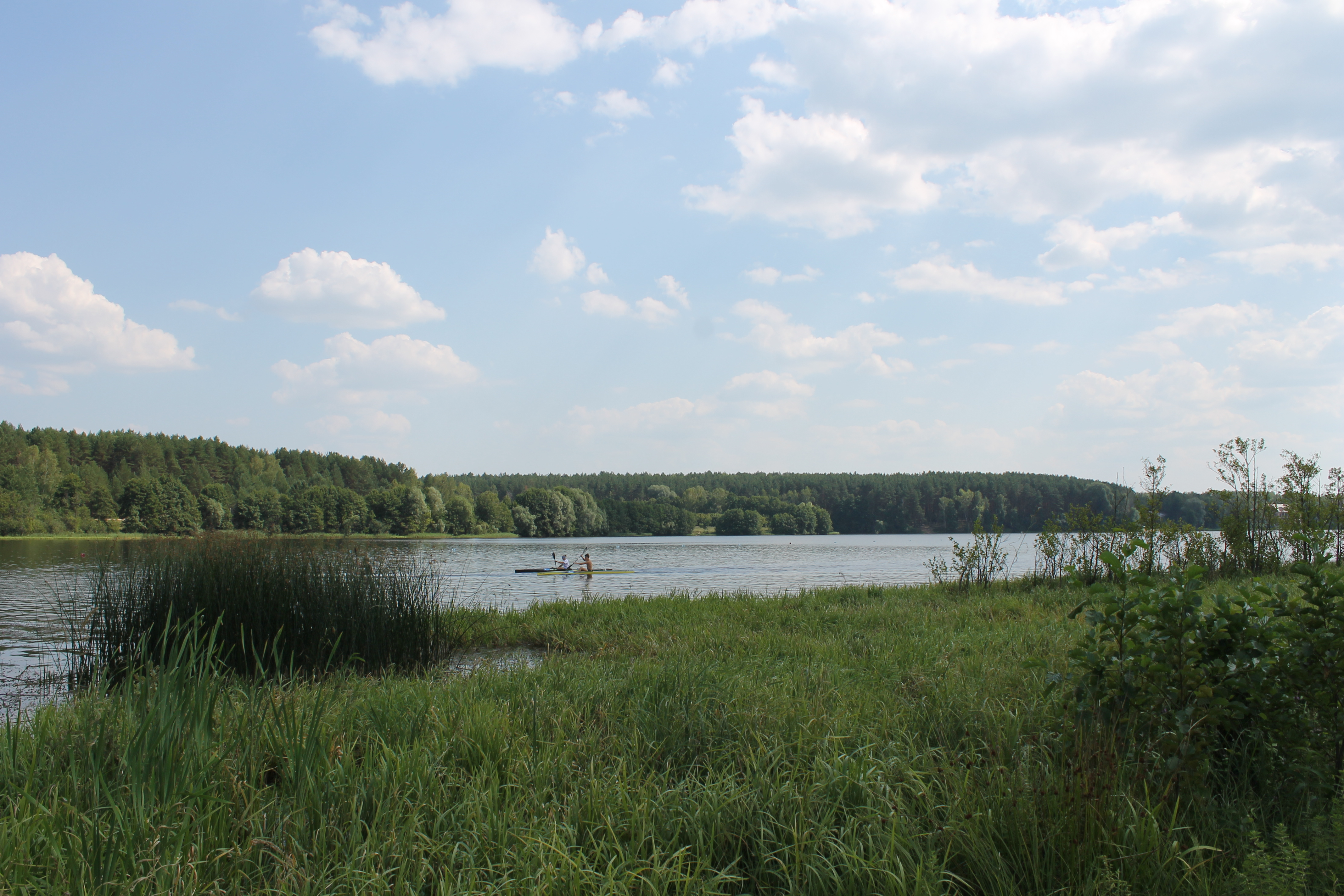

54°56′N 41°24′E / 54.933°N 41.400°E
卡西莫夫區（俄语：Касимовский район），是俄羅斯的一個區，位於該國西部，由梁贊州負責管轄，面積2969平方公里，2010年該區人口2萬9602，人口密度每平方公里9.97人。